# Altdorf, Landshut
Altdorf là một đô thị thuộc huyện Landshut, bang Bayern, Đức. Đô thị Altdorf, Landshut có diện tích 23,05 km², dân số thời điểm ngày 31 tháng 12 năm 2006 là 11.201 người. Đô thị này có cự ly 4 km về phía tây bắc Landshut.